# Armand Augustin Louis de Caulaincourt
Armand Augustin Louis, marchiz de Caulaincourt, (1773 - 1827), duce de Vicenza, a fost un general francez, diplomat, om politic, Mare Scutier al Împăratului, Mare Mareșal al Palatului Imperial și apropiat al Împăratului Napoleon I. 
La vârsta de doar 15 ani, Armand Augustin Louis de Caulaincourt se angajează ca soldat în regimentul Royal-Étranger, devenind apoi aghiotant al tatălui său (1791) și apoi căpitan al statului major al unchiului său. La începutul războiului (1792), Caulaincourt este privit cu suspiciune din cauza originilor sale nobiliare, motiv pentru care se înrolează în Garda Națională pariziană (iunie 1792), fiind rapid promovat și ajungând aghiotant al lui Aubert-Dubayet, pe care îl urmează apoi în misiune la Constantinopol. În iunie 1797, revine în Franța și luptă în „Armata Rinului”, înainte de a primi o importantă misiune diplomatică la Sankt-Petersburg, de la Talleyrand. În 1802, Caulaincourt devine aghiotant al generalului Prim Consul Bonaparte, care îl numește general de brigadă în 1803. În martie 1804, Caulaincourt pleacă la Strasbourg, de unde organizează arestarea Ducelui d'Enghien, aflat la Ettenheim. Devine general de divizie în februarie 1805 și până în 1807 servește la Statul Major al „Marii Armate”, înainte de a deveni ambasador în Rusia. Revenit în 1811, participă la campania din Rusia și îl însoțește pe Împărat la întoarcerea acestuia la Paris. În aprilie 1813 devine senator și Mare Mareșal al Palatului, după moartea lui Duroc și negociază Armistițiul de la Pleiswitz, fiind apoi ministru plenipotențiar la Congresul de la Praga din iulie, același an. Devine Ministru al Afacerilor Externe, funcție pe care o îndeplinește între 20 noiembrie 1813 și 3 aprilie 1814, apoi din nou în timpul „celor 100 de zile” (21 martie - 8 iulie 1815). Numele său este înscris pe Arcul de Triumf din Paris, fațada vest.